# Heinrich Waentig
Heinrich Eugen Waentig (Zwickau, 21 maart 1870 – Baden-Baden, 20 december 1943) was een Duits econoom en politicus.
Hij bezocht het gymnasium te Dresden en Zwickau, maakte daarna reizen naar Zwitserland, Frankrijk, België en Nederland en studeerde vervolgens te Berlijn, München en Leipzig rechten, wijsbegeerte en staats- en maatschappijwetenschappen. Hij promoveerde in 1896 aan de Universiteit van Marburg.
Hij werd in 1897 privaat-docent te Marburg en was van 1897 tot 1899 buitengewoon hoogleraar in Marburg en Greifswald. Vervolgens was hij gewoon hoogleraar in laatstgenoemde stad (1899–1902), doceerde hij economie in Münster (1902–1904) en was hij hoogleraar in Halle (Saale) (1904–1909). Van 1909 tot 1914 doceerde hij staathuishoudkunde en wetenschap van het geldwezen aan de Universiteit Tokio, een functie die hij onder meer vanwege zijn kennis van het Engels had gekregen.
Na in 1914 nog even in Halle te hebben gedoceerd, aanvaardde hij in 1915 een functie in het bezette België. Daar leidde hij langere tijd de nieuwsafdeling van de perscentrale en vervulde enige economische ambten. Hij keerde in 1920 wederom naar Halle terug en werd in 1921 namens de SPD in de landdag van Pruisen gekozen. In 1927 werd hij eerste president van de Pruisische provincie Saksen. Van februari tot oktober 1930 was hij Pruisisch minister van Binnenlandse Zaken. Na onenigheid met de SPD zegde hij in 1931 zijn lidmaatschap op. Hij stierf op 20 december 1943 te Baden-Baden.
Friedrich von Schuckmann · Gustav von Brenn · Gustav Adolf Rochus von Rochow · Adolf Heinrich von Arnim-Boitzenburg · Ernst von Bodelschwingh-Velmede · Alfred von Auerswald · Friedrich von Kühlwetter · Franz August Eichmann · Otto Theodor von Manteuffel · Ferdinand von Westphalen · Eduard Heinrich von Flottwell · Maximilian von Schwerin-Putzar · Gustav Wilhelm von Jagow · Friedrich Albrecht zu Eulenburg · Botho zu Eulenburg · Robert von Puttkamer · Ludwig Herrfurt · Botho zu Eulenburg · Ernst von Koeller · Eberhard Recke von der Horst · Georg von Rheinbaben · Hans von Hammerstein-Loxten · Theobald von Bethmann Hollweg · Friedrich von Moltke · Johann von Dallwitz · Friedrich Wilhelm von Loebell · Bill Drews · Carl Severing · Albert Grzesinski · Heinrich Waentig · Carl Severing · Franz Bracht · Hermann Göring
- Bibliothèque nationale de France: cb12392497m (data)
- Gemeinsame Normdatei: 117090972
- International Standard Name Identifier: 0000 0001 1028 6987
- Nationale Bibliotheek van Tsjechië: xx0181659
- Nationale Bibliotheek van Polen: a0000001747703
- Nederlandse Thesaurus van Auteursnamen: 067637000
- Système universitaire de documentation: 17894128X
- Virtual International Authority File: 67233971
- WorldCat: E39PBJrwXGxQwvBKC6PcPdbmVC